# Silpheed: The Lost Planet
Silpheed: The Lost Planet est un jeu vidéo de type shoot 'em up développé par Game Arts et Treasure, édité par Capcom et sorti en 2000 sur PlayStation 2.

## Accueil
- Famitsu : 29/40[1]
- Jeuxvideo.com : 12/20[2]